# Leslie Kurke
Leslie V. Kurke (* 9. September 1959) ist eine US-amerikanische Altphilologin (Gräzistik).

## Leben
Sie erwarb 1981 den B.A. in Greek Literature summa cum laude am Bryn Mawr College, 1984 den M.A. in Classics an der Princeton University und 1988 den PhD in Classics an der Princeton University. Von 1987 bis 1990 war sie Junior Fellow, Society of Fellows, an der Harvard University und lehrt seither an der University of California, Berkeley (seit 1999 Professor of Classics and Comparative Literature, 1994–1999 Associate Professor of Classics and Comparative Literature, 1990–1994 Assistant Professor of Classics and Comparative Literature). 2025 wurde Kurke zum Mitglied der American Academy of Arts and Sciences gewählt.
Kurke arbeitet im Wesentlichen zur Kultur und kulturellen Poetik des archaischen Griechenland. Pindar und Äsop hat sie Monographien gewidmet.

## Schriften (Auswahl)
- The traffic in praise. Pindar and the poetics of social economy. Ithaca 1991, ISBN 978-0-8014-2350-5.
- als Herausgeberin mit Carol Dougherty: Cultural poetics in archaic Greece. Cult, performance, politics. Oxford 1998, ISBN 978-0-19-512415-6.
- Coins, bodies, games, and gold. The politics of meaning in archaic Greece. Princeton 1999, ISBN 978-0-691-00736-6.
- Aesopic Conversations. Popular Tradition, Cultural Dialogue, and the Invention of Greek Prose. Princeton 2011, ISBN 978-0-69-114458-0.